# Pion coiffé
Il pion coiffé (in francese, pedone incappucciato) è una forma di svantaggio negli scacchi per giocatori con abilità di gioco notevolmente differenti. Il giocatore più forte deve dare scacco matto con un pedone particolare, che è solitamente segnato all'inizio del gioco. Si richiede di solito che il pedone non sia promosso.
Pietro Carrera dimostrò che in un finale con re, regina e pedone contro re si può forzare la vittoria a meno che il pedone non giaccia su una colonna centrale. Carrera considerava il pion coiffé circa equivalente alla differenza di una regina.